# Arthur Shurlock
Arthur David Shurlock (* 8. September 1937 in Chicago; † 14. Mai 2022) war ein US-amerikanischer Turner.

## Karriere
Arthur Shurlock nahm für die Vereinigten Staaten an den Weltmeisterschaften 1958 und den Olympischen Sommerspielen 1964 teil. Er studierte an der University of California, Berkeley. 

### Sportliche Erfolge
Sein Spezialgerät war das Pauschenpferd, an dem er 1959 Meister der National Collegiate Athletic Association wurde. Darüber hinaus gewann er am selben Gerät auch die Amateur-Athletic-Union-Meisterschaft in den Jahren 1957 und 1958. Bei den Olympischen Spielen in Tokio erreichte er an diesem Gerät Platz 10 in der Einzelwertung (zum Vergleich: Platz 68 im Mehrkampf).
1963 errang Shurlock den Meistertitel der US Gymnastics Federation im Einzelmehrkampf. 

### Karriere als Trainer
Nach seiner Karriere als Turner wurde Shurlock Trainer an der University of California in Los Angeles. 1992–1993 war er Präsident der National Association of College Gymnastics Coaches. Bei den Universiaden 1983 und Universiaden 1985 war er Trainer des US-Teams und bei den Panamerikanischen Spielen 1983 fungierte er als dessen Co-Trainer. 1985 folgte die Berufung in die US Gymnastics Hall of Fame.